# هیساو میتا
هیساو میتا (انگلیسی: Hisao Mita؛ زادهٔ ۲۰ مهٔ ۱۹۹۱) بازیکن فوتبال اهل ژاپن است.
از باشگاه‌هایی که در آن بازی کرده‌است می‌توان به باشگاه ورزشی یوکوهاما اشاره کرد.